# Soup for One (film)
 (juillet 2025).
Pour l’article homonyme, voir Soup for One (chanson).
Pour plus de détails, voir Fiche technique et Distribution.

Soup for One est une comédie romantique de 1982 écrite et réalisée par Jonathan Kaufer et produit par Marvin Worth. Ce film, interdit aux moins de seize ans (R-rating) a été diffusé par Warner Bros.
Le film n'a pas été un succès au box-office, mais il est connu pour sa bande originale, produite par Nile Rodgers et Bernard Edwards, du groupe Chic. Soup for One est la chanson phare, mais la bande originale comprend également Why de Carly Simon.

## Fiche technique
- Titre : Soup for One
- Réalisation : Jonathan Kaufer
- Scénario : Jonathan Kaufer
- Musique : Bernard Edwards et Nile Rodgers
- Photographie : Fred Schuler
- Montage : David Rawlins
- Production : Marvin Worth
- Société de production : Warner Bros.
- Société de distribution : Warner Bros. (États-Unis)
- Pays :  États-Unis
- Genre : Comédie
- Durée : 87 minutes
- Dates de sortie : 
  -  États-Unis : 30 avril 1982

## Distribution
- Saul Rubinek : Allan
- Marcia Strassman : Maria
- Gerrit Graham : Brian
- Richard Libertini : Angelo
- Lewis J. Stadlen : le père d'Allan
- Joanna Merlin : la mère d'Allan
- Maury Chaykin : Dr. Wexler
- Michael Jeter : M. Kelp
- Anna Deavere Smith : Deborah
- Laura Dean : Linda
- Jessica James : Mlle. Farr
- Marley Friedman : Zak
- Andrew Friedman : Zak
- Michael Pearlman : Allan jeune
- Lauren Sautner : Rhonda jeune